# Stadio de la Nova Creu Alta
Lo Stadio de la Nova Creu Alta (in spagnolo Estadio de la Nova Creu Alta) è uno stadio situato nella città catalana di Sabadell, Spagna, in Plaça Olímpia. 
Inaugurato il 20 agosto 1967, ha una capienza di 20 000 spettatori e ospita le gare interne del Sabadell.
Nel 1992 è stato uno degli impianti del torneo di calcio di Barcellona 1992 ospitando cinque incontri della fase a gironi.

## Partite dei Giochi olimpici di Barcellona
- Egitto -  Qatar 0-1
- Colombia -  Qatar 1-1
- Svezia -  Marocco 4-0
- Ghana -  Australia 3-1
- Messico -  Ghana 1-1